# Selaginella lepidophylla
La doradilla (Selaginella lepidophylla) es una planta de la familia Selaginellaceae originaria del desierto de Chihuahua, característica de zonas desiertas y secas. No tiene flores y se  reproduce por esporas. Durante la época seca se encoge formando una bola. No debe ser confundida con la rosa de Jericó, que posee propiedades muy parecidas.

## Descripción
Planta reviviscente de hábitos rupícolas o terrestres; tallos anisofilos, cespitosos, arrosetados, amacollados, ramificados desde la base, cuando secos se enrollan hacia adentro, enraizados en la base; hojas coriáceas, las viejas pardo oscuro, pardo claro a pardo rojizo, no auriculadas, imbricadas; hojas laterales 1.2-2 x 1-1.7 mm, ampliamente ovadas, rojas en el envés en el lado acroscópico, la base redondeada, los márgenes translúcidos, ciliados hacia la base, finamente serrulados distalmente, el ápice subagudo a obtuso; hojas axilares 1.1-1.9 x 0.8-1.2 mm, ovado-oblongas, la base gradualmente redondeada, los márgenes finamente serrulados, el ápice agudo; hojas medias 1-1.3 x 0.7-1 mm, ovadas, la base redondeada, los márgenes translúcidos, amplios, diminutamente serrulados, el ápice obtuso a subagudo; esporofilos no vistos.

## Anhidrobiosis ("vida sin agua")
Es una planta reviviscente que "resucita", es decir, que tras un periodo de desecación (desde unos días a varios años) puede continuar su ciclo vital si se vuelve a hidratar, mediante un proceso conocido como anhidrobiosis. Este tipo de plantas se llaman poiquilohídricas. 
Ante falta de agua, se produce un estado de vida latente que consiste en que para evitar daños en los tejidos y en las células durante la desecación sintetiza mucha trehalosa, un azúcar cristalizado que actúa como un soluto compatible. Cuando se evapora el agua de su interior, la trehalosa actúa reteniendo agua. También utiliza sustancias llamadas betaínas, que tienen la misma función que la trehalosa.
Al volver a disponer de agua los cristales de azúcar se disuelven y el metabolismo de la planta, hasta entonces paralizado, vuelve a reactivarse; y las hojas, que parecían estar muertas vuelven a ponerse verdes y se abren.

## Taxonomía
Selaginella lepidophylla fue descrito por (Hook. & Grev.) Spring y publicado en Flora Brasiliensis 1(2): 126. 1840.
Sinonimia
- Lycopodium lepidophyllum Hook. & Grev.[3]

## Nombres comunes
Sus nombres comunes son: planta de la resurrección, rosa de Jericó (por semejanza), siempre viva, flor de piedra, doradilla, magora (tarahumara).